# Verwaltungsgemeinschaft Raschau-Markersbach-Pöhla
Die Verwaltungsgemeinschaft Raschau-Markersbach-Pöhla im ehemaligen Landkreis Aue-Schwarzenberg in Sachsen bestand zwischen 1995 und 2007 aus dem Verwaltungssitz Raschau und den Gemeinden Markersbach und Pöhla. Auf dem Gebiet der Verwaltungsgemeinschaft leben etwa 7300 Einwohner. 
Der Auflösung der Verwaltungsgemeinschaft ging ein jahrelanger Streit um das Ausscheiden von Pöhla zwischen den drei Gemeinden voraus. Mit Wirkung zum 1. Januar 2008 wurde Pöhla in die Große Kreisstadt Schwarzenberg eingemeindet. Markersbach und Raschau fusionierten gleichzeitig freiwillig zur Einheitsgemeinde Raschau-Markersbach. 